# 190/45
Il cannone da 190/45 mm era una famiglia di cannoni navali italiani, impiegati come armamento secondario di due classi di incrociatori pesanti, realizzati per la Regia Marina e la Polemikó Nautikó prima della Grande Guerra. Gli incrociatori furono impiegati in entrambe le guerre mondiali e si ritiene che i pezzi di riserva siano stati utilizzati anche dall'artiglieria costiera durante la seconda guerra mondiale.

## Storia
La denominazione  "cannone da 190/45" comprende due cannoni di differenti case produttrici. Uno era il Modello 1906, prodotto dalla Vickers sulla base del suo Mark "D", mentre il secondo era il Modello 1908, realizzato dalla Armstrong a partire dall'EOC Pattern "C". Le dimensioni dei due cannoni erano simili ed utilizzavano gli stessi proietti e le stesse cariche propellenti.

## Tecnica
La bocca da fuoco del Vickers si ritiene sia costituita da un'anima interna (tubo "A") avvolta da filo per il 75% della sua lunghezza, da un tubo esterno "B" ed infine dalla camiciatura. L'otturatore era a vite interrotta tipo Welin. L'arma impiegava proietti e cariche separate in sacchetti. I cannoni equipaggiarono due classi di incrociatori pesanti: 
- Classe Pisa[5] - composta da tre navi, le italiane Pisa e Amalfi e la greca Georgios Averof[6]. Gli incrociatori italiani erano armati con otto 190/45 V Mod. 1906 in quattro torrette binate azionate idraulicamente, due su ogni lato della sovrastruttura di mezzanave, come armamento secondario[3]. L'incrociatore greco era armato con otto 190/45 A Mod. 1908, disposti come sulle navi italiane[2].
- Classe San Giorgio[7] - composta da due navi della Regia Marina, la San Giorgio e la San Marco. Le navi erano equipaggiate con otto 190/45 A Mod. 1908 in quattro torrette binate azionate elettricamente, due su ogni lato della sovrastruttura di mezzanave, quale armamento secondario[3].

## Galleria d'immagini

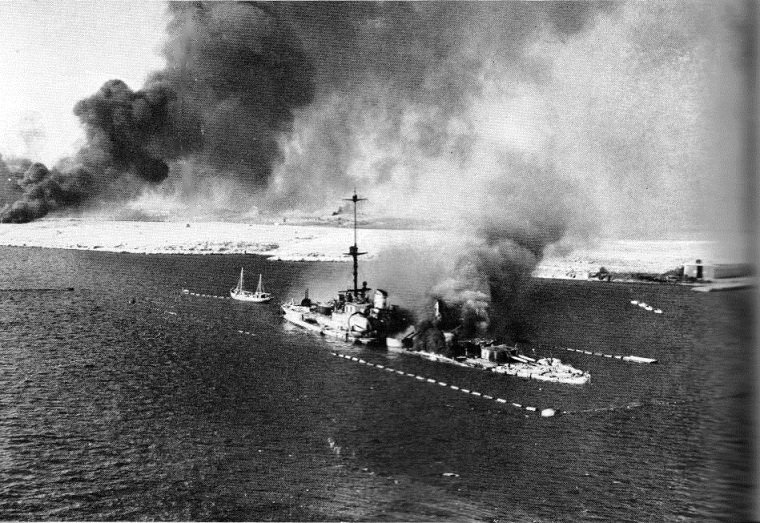
L'incrociatore San Giorgio autoaffondatosi nella rada di Tobruk, 1941.
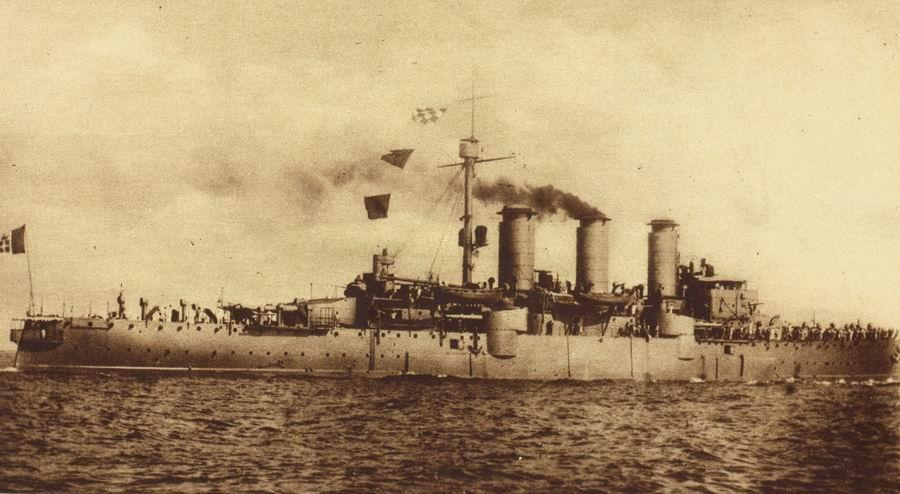
L'incrociatore Amalfi nel 1908.
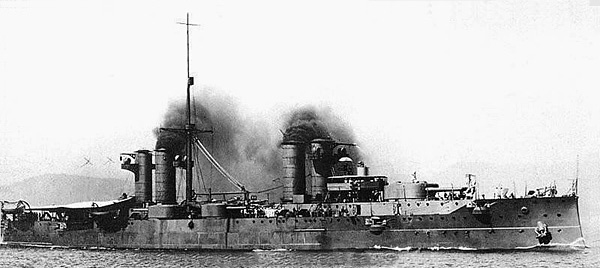
L'incrociatore San Marco nell'agosto 1910.
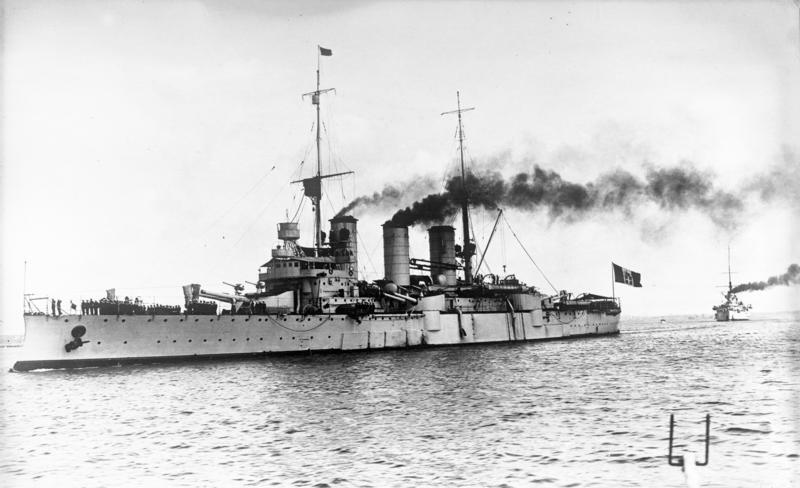
L'incrociatore Pisa nel febbraio 1932.